# Refugi de la Guerra Civil a la plaça de l'Ajuntament
El Refugi de la Guerra Civil a la plaça de l'Ajuntament és una obra relacionada amb la Guerra Civil situada a Ripoll (Ripollès) i protegida com a Bé Cultural d'Interès Local.

## Descripció
Refugi de maons construït parcialment al subsòl de la plaça.

## Història
El projecte pretenia construir un refugi de planta quadrada amb una entrada en els xamfrans, però mai es va poder utilitzar perquè estava situat a la vora de la séquia que creua Ripoll, i en cas que algun projectil l'hagués tocat, l'aigua hauria inundat el refugi.